# Ore, Twintail ni Narimasu.
Ore, Twintail ni Narimasu. (俺、ツインテールになります。 Ore, Tsuintēru ni Narimasu.?, lit. Me convertiré en un Twintail.) también conocido como OreTwi (俺ツイ?), es una serie de novelas ligeras escritas por Yume Mizusawa e ilustradas por Ayumu Kasuga. Shogakukan ha publicado 19 volúmenes bajo su imprenta Gagaga Bunko desde junio de 2012. Una adaptación a anime producida por Production IMS se emitió desde el 9 de octubre de 2014 hasta el 25 de diciembre de 2014.

## Argumento
Sōji Mitsuka es un chico ordinario de secundaria que tiene una obsesión con los peinados de dos coletas. Un día él encuentra una chica misteriosa llamada Twoearle, quien viene de un mundo paralelo, cuando monstruos aparecen en su ciudad y declaran que todas las chicas de colas gemelas son suyas. Estos monstruos se alimentan de "poder de atributos", la energía espiritual de los humanos. Twoearle le confia a Sōji un Tail Gear, una armadura imaginaria creado por los poderosos atributos de las dos coletas. Con la armadura, Sōji se transforma en Tail Red, una guerrera twintail (ツインテイルズ関係者 tsuinteiruzu kankei-sha?), para proteger la tierra.

## Personajes

### Guerreras Twintail
Soji Mitsuka (観束 総二 Mitsuka Soji?) / Tail Red (テイルレッド Teiru Reddo?)
Seiyū: Nobunaga Shimazaki, Sumire Uesaka (Tail Red)
El protagonista principal, un estudiante de primer año de 15 años de carácter amable de la Academia Privada Yōgetsu, que está obsesionado con el peinado de dos coletas. Un día, se encuentra con una misteriosa y hermosa chica llamada Twoerle, que aparece ante él desde un mundo paralelo. Al mismo tiempo, los monstruos comienzan a aparecer en su ciudad y comienzan a atacar a los ciudadanos. En medio del caos, Twoerle le confió poder de atributo, transformándolo repentinamente en una chica guerrera de cola gemela, conocida como Tail Red. Debido a que su alter ego (Tail Red) se hizo popular rápidamente después de su debut y fue el primer guerrero twintail en transformarse, es el líder de los Twintails. Su arma es Sword of Fire, Blazer Blade (炎の剣ブレイザーブレイド, Honō no Ken Bureizā Bureido ). En el Vol. 4, obtuvo dos formas de potenciadores: Riser Chain y Faller Chain. Más tarde gana Ultimate Chain (su forma más fuerte) después de recuperar su Twintail Elémera que perdió ante Tyranno Guildy anteriormente.
Aika Tsube (津辺 愛香 Tsube Aika?) / Tail Blue (テイルブルー Teiru Burū?)
Seiyū: Yūka Aisaka
Una de las heroínas, una estudiante de primer año de 15 años de la Academia Privada Yōgetsu y la mejor amiga de la infancia de Soji. Ella trata a Soji como a un hermano pequeño y es bastante sobreprotector con él, aunque luego se descubre que esto se debe a su gran enamoramiento por él. Aika tiene un complejo con su cuerpo, especialmente con su pecho plano. Tiene una actitud violenta hacia Twoerle, quien a menudo se burla de ella por su pecho. Cuando se convirtió por primera vez en una guerrera Twintail, el público la odiaba en su mayoría, hasta más tarde, cuando Tail Yellow se une al equipo. En la batalla, Aika tiene una habilidad sobresaliente para pelear, ya que su abuelo la crio con artes marciales. Se la conoce como Tail Blue cuando se transforma, y su arma es Spear of Water, Wave Lance (水の槍ウェイブランス, Mizu no Yari Weibu Ransu ). En el Vol. 8, obtiene Eternal Chain.
Erina Shindō (神堂 慧理那 Shindō Erina?) / Tail Yellow (テイルイエロー Teiru Ierō?)
Seiyū: Chinatsu Akasaki
Una de las heroínas, estudiante de segundo año de 16 años de la Academia Privada Yōgetsu y presidenta del Consejo Estudiantil. Conocida como Tail Yellow en su estado transformado, su arma es Gun of Lightning, Vortex Blaster (雷の銃ヴォルテックスブラスター, Kaminari no Jū Vorutekkusu Burasutā ). Es una masoquista y exhibicionista de armario, y se excita cuando Soji la llama por su nombre (lo que generalmente la lleva a llamarlo amo). Cuando se convirtió por primera vez en una guerrera Twintail, era una luchadora completamente imprudente debido a sus formas mascósticas. Además, ella era la única de las coletas gemelas que al principio no podía usar su poder debido a su negación de las coletas gemelas hasta que Soji logra que las acepte. A diferencia de Soji y Aika, la forma de guerrera de dos colas de Erina hace que todo su cuerpo se vea mucho más viejo y tiene una figura más bien dotada. En el Vol. 7, obtiene Absolute Chain.
Twoerle (トゥアール Tuāru?) / Tail White (テイルホワイト Teiru Howaito?)
Seiyū: Maaya Uchida
Otra heroína, una chica misteriosa que viene de otro planeta y la primera Tail Warrior. Le gusta molestar a Aika con su gran busto y, a menudo, termina gravemente herida por ello. Se enamoró de Soji a primera vista y trata abiertamente de seducirlo con la aprobación de su madre. Después de que Soji derrota la primera ola de ataques de los monstruos, decide transferirse a la Academia Privada Yōgetsu como estudiante y se hace llamar pariente de Soji. Antes de llegar a la Tierra, ella era la Tail Blue original, pero renunció a su peinado de dos colas para hacer el equipo Tail Red después de que su mundo perdiera todos sus atributos. Sintió un inmenso arrepentimiento y vergüenza por no salvar su mundo y se retiró de la lucha porque sintió que ya no era capaz de derrotar a Ultimegil y le pasó su manto a Soji, sintiendo que él lo haría mucho mejor que ella. Después de ver la determinación y voluntad de Soji de proteger a los inocentes, estaba feliz de saber que tomó la decisión correcta al nombrar a su sucesor. Pudo recuperar su forma de cola gemela y se convirtió en Tail White, pero su forma está limitada a unos pocos minutos. Aunque lo compensa al ser más poderoso que Tail Red de Soji en su forma Ultimate Chain.
Īsuna (イースナ Īsuna?) / Anko Īsuna (善沙 闇子 Īsuna Anko?) / Tail Black (テイルブラック Teiru Burakku?) / Dark Grasper o Dark Glassper (ダークグラスパー Dāku Gurasupā?)
Seiyū: Yōko Hikasa
Una chica de un mundo diferente, pero del mismo pueblo que Twoerle. En secreto, es una gran admiradora de Twoerle y la acecha a menudo. Después de que Twoerle desapareció, se unió a la organización Ultimegil en un intento de encontrar a Twoerle bajo el nombre de Dark Grasper o Dark Glassper. Una vez que encontró a Twoerle, traicionó a Evil Gill. En la batalla, se la conoce como Tail Black. Su arma es Darkness Grave Moebius, y su arma cuando estaba en Evil Gill era Sickle Grave of Darkness.
Su verdadero nombre es Īsuna (イースナ, Īsuna ) . Pero cuando trabaja como cantante en la tierra, usa el nombre de Anko Īsuna (善沙 闇子, Īsuna Anko ) .

### Otros
Miharu Mitsuka (観束 未春 Mitsuka Miharu?)
Seiyū: Hiromi Igarashi
La madre de 36 años de Soji. Una viuda que dirige su propio café llamado Adolescenza (アドレシェンツァ, Adoreshentsa ) . Ella es consciente de la identidad de su hijo como Tail Red y lo apoya abiertamente como ella misma alguna vez soñó con estar en su posición. Tampoco le importan los intentos de Twoerle de seducir a Soji e incluso le pide que "haga de su hijo un hombre".
Mikoto Sakuragawa (桜川 尊 Sakuragawa Mikoto?)
Seiyū: Mao Ichimichi
La criada de 28 años de Erina. Ella tiene una habilidad física sobresaliente a pesar de su trabajo como empleada doméstica. A veces, trabaja a tiempo parcial como profesora de educación física para la academia privada Yōgetsu. Por lo general, desliza formularios de registro de matrimonio en las boletas de prueba de los niños con su nombre, o intentará engañar a Soji para que firme su nombre; lo cual es un claro ejemplo de que está desesperada por casarse antes de cumplir los 30.
Mega Neptune Mk. II (メガ・ネプチューン＝MK.II Mega Nepuchūn Māku Tsū?)
Seiyū: Yukari Tamura
Un robot que es el ayudante y confidente de confianza de Anko. Debido a que su nombre completo es largo, Anko la llama Megane (anteojos en japonés) para abreviar, lo que no le gusta.
Twin-Tail God (ツインテール合同 Tsuintēru Godo?)
Seiyū: Shuichi Ikeda
Un ser imaginario, creado por el subconsciente de Soji que le ayuda a renovar su amor de colas gemelas.
Strawberry Twin (ストロベリーツイン Sutoroberī Tsuin?)
Seiyū: Rie Kugimiya
Estudiante de secundaria con coletas que aparece en el primer episodio.
Emu Shindō (神堂 慧夢 Shindō Emu?)
Seiyū: Kikuko Inoue
La madre de Erina y directora de la escuela. Ella trata de arreglar reuniones matrimoniales arregladas para Erina que a esta última no le gustan. Cuando Soji defiende a Erina, a Emu le cae bien y lo acepta como el futuro esposo de Erina, para sorpresa de las otras chicas.

### Ultimegil
Ultimegil (アルティメギル Arutimegiru?) es una organización de monstruos fantasma llamados Eremerianos que viajan a través de mundos distintos, buscando una variedad de "atributos". Tras descubrir que la Tierra es rica en "atributos", ellos comienzan a colonizarla y planean conquistar la Tierra. Sus miembros incluyen:
Draggildy (ドラグギルディ Doragugirudi?)
Seiyū: Tetsu Inada
El líder de Ultimegil. Tiene un fetiche de colas gemelas.
Lizardgildy (リザドギルディ Rizadogirudi?)
Seiyū: Tesshō Genda
Un soldado eremeriano que tiene un fetiche con las chicas que sostienen muñecas.
Turtlegildy
Seiyū: Takaya Kuroda
Un soldado eremeriano que tiene un fetiche de bombachos.
Foxgildy
Seiyū: Toshihiko Seki
Un soldado eremeriano que tiene un fetiche de cintas.
Swangildy
Seiyū: Nobuyuki Hiyama
Tigergildy
Seiyū: Kenichiro Matsuda
Un soldado eremeriano que tiene un fetiche de trajes de baño.
Sparrowgildy
Seiyū: Chō
Krakegildy
Seiyū: Juurota Kosugi
Un soldado eremeriano que tiene un fetiche de pecho plano.
Leviagildy
Seiyū: Toru Okawa
Un soldado eremeriano que tiene un fetiche de pechos grandes.
Buffalogildy
Seiyū: Ryota Takeuchi
Un soldado eremeriano que tiene un fetiche de senos gigantes.
Crabgildy
Seiyū: Nobunaga Shimazaki
Un soldado eremeriano que tiene un fetiche por el cuello.
Papillongildy (パピヨンギルディ Papiyongirudi?)
Seiyū: Shin-ichiro Miki
Un soldado eremeriano que tiene un fetiche de labios.
Alligatorguildy
Seiyū: Hidefumi Takemoto
Hedgehogguildy
Seiyū: Kenta Sasa
Kerberosguildy
Seiyū: Kanehira Yamamoto
Un soldado eremeriano que tiene un fetiche de trenzas.
Owlgildy (オウルギルディ Ōrugirudi?)
Seiyū: Mitsuo Iwata
Un soldado eremeriano que tiene un fetiche por la literatura.
Spidergildy
Seiyū: Shō Hayami
Un soldado eremeriano que tiene un fetiche de travestismo masculino.
Fleagildy
Seiyū: Taiten Kusunoki
Un soldado eremeriano que tiene un fetiche de piernas.
Wormgildy
Seiyū: Mika Kanai
Un soldado eremeriano que tiene un fetiche de travestismo.
Snailgildy
Seiyū: Nobutoshi Canna

## Medios de comunicación

### Novela ligera
Ore, Twintail ni Narimasu. comenzó como una serie de novelas ligeras escritas por Yume Mizusawa, con ilustraciones de Ayumu Kasuga. Mizusawa originalmente le llamó a la primera novela de la serie Sore wa, Twintail no Isekai (それは、ついんてーるの異世界?), la cual entró en la premiación Shogakukan Light Novel Prize en 2011, ganando el sexto premio. La primera novela fue publicada por Shogakukan el 19 de junio de 2012 bajo su imprenta Gagaga Bunko, y 15 volúmenes han sido publicados hasta el 19 de diciembre de 2017.
La serie originalmente estaba programada para concluir en octubre de 2018, con el lanzamiento de su 16° volumen. Sin embargo, un volumen 17 fue lanzado el 19 de marzo de 2019.

#### Lista de volúmenes
| N.º | Fecha de lanzamiento     | ISBN                   |
| --- | ------------------------ | ---------------------- |
| 1   | 19 de junio de 2012      | ISBN 978-4-09-451346-2 |
| 2   | 20 de noviembre de 2012  | ISBN 978-4-09-451375-2 |
| 3   | 19 de marzo de 2013      | ISBN 978-4-09-451398-1 |
| 4   | 18 de julio de 2013      | ISBN 978-4-09-451424-7 |
| 5   | 18 de diciembre de 2013  | ISBN 978-4-09-451454-4 |
| 6   | 18 de junio de 2014      | ISBN 978-4-09-451491-9 |
| 7   | 18 de septiembre de 2014 | ISBN 978-4-09-451508-4 |
| 8   | 18 de diciembre de 2014  | ISBN 978-4-09-451524-4 |
| 9   | 17 de abril de 2015      | ISBN 978-4-09-451543-5 |
| 10  | 20 de octubre de 2015    | ISBN 978-4-09-451576-3 |
| 11  | 18 de marzo de 2016      | ISBN 978-4-09-451599-2 |
| 12  | 18 de octubre de 2016    | ISBN 978-4-09-451635-7 |
| 13  | 18 de agosto de 2017     | ISBN 978-4-09-451692-0 |
| 14  | 19 de diciembre de 2017  | ISBN 978-4-09-451711-8 |
| 15  | 18 de abril de 2018      | ISBN 978-4-09-451729-3 |
| 16  | 18 de octubre de 2018    | ISBN 978-4-09-451754-5 |
| 17  | 19 de marzo de 2019      | ISBN 978-4-09-451776-7 |
| 18  | 18 de septiembre de 2019 | ISBN 978-4-09-451809-2 |
| 19  | 18 de febrero de 2020    | ISBN 978-4-09-451829-0 |

### Manga
Una adaptación a manga ilustrada por Ryota Yuzuki, se publicó en la revista Monthly Big Gangan de Square Enix desde 2014 hasta el 2015. La serie fue compilada en 2 volúmenes tankōbon.

#### Volúmenes
| N.º | Fecha de lanzamiento    | ISBN                   |
| --- | ----------------------- | ---------------------- |
| 1   | 18 de diciembre de 2014 | ISBN 978-4-7575-4495-6 |
| 2   | 25 de agosto de 2015    | ISBN 978-4-7575-4726-1 |

### Anime
Una adaptación a anime, producida por Production IMS y dirigida por Hiroyuki Kanbe, se emitió entre el 9 de octubre y el 25 de diciembre de 2014. El opening es "Gimme! Revolution" (ギミー!レボリューション?) interpretado por Maaya Uchida. El ending es "Twin-Tail Dreamer!" (ツインテール・ドリーマー!?) interpretado por las Seiyū de las tres heroínas: Tail Red (Sumire Uesaka), Tail Blue (Yūka Aisaka), y Tail Yellow (Chinatsu Akasaki).
| #  | Título                                                                                              | Estreno                 |
| -- | --------------------------------------------------------------------------------------------------- | ----------------------- |
| 1  | «La Tierra es un Planeta de Twintails» «Chikyū wa Tsuintēru no Hoshi» (地球はツインテールの星)      | 9 de octubre de 2014    |
| 2  | «¡¿Un Misterio de Twintail?!» «Tsuintēru na nazo» (ツインテールな謎!?)                              | 16 de octubre de 2014   |
| 3  | «¡Olas de Tormenta Ceruleana! ¡Tail Blue!» «Aoki dotō! Teiruburū» (青き怒濤！テイルブルー)          | 23 de octubre de 2014   |
| 4  | «¡Furia! ¡Batalla Twin!» «Gekiretsu tsuinbatoru» (激烈ツインバトル)                                 | 30 de octubre de 2014   |
| 5  | «¡El Tercer Guerrero Twintailed!» «San'ninme no Tsuintēru!» (三人目の戦士！)                        | 6 de noviembre de 2014  |
| 6  | «¡Romper la Liberación! ¡Tail Amarilla!» «Bureiku Rerīzu! Teiruierō» (完全解放！テイルイエロー)     | 13 de noviembre de 2014 |
| 7  | «¡Debut Apasionado! ¡Dark Grasper!» «Netsuretsu Debyū! Dāku Gurasupā» (熱烈見参！暗黒眼鏡女子)      | 20 de noviembre de 2014 |
| 8  | «La Primera de Erina...» «Erina, Hajimete no...» (慧理那、はじめての…)                              | 27 de noviembre de 2014 |
| 9  | «¡Destrozarlo! ¡Vidrio en Caótico Infinito!» «Uchiyabure! Kaoshikku Infinitto» (打ち破れ！暗黒幻夢) | 4 de diciembre de 2014  |
| 10 | «¡¿Por Qué Nada Me Está Yendo Bien?!» «Nazeda!? Ore, zetsufuchō» (なぜだ！？俺、絶不調)             | 11 de diciembre de 2014 |
| 11 | «¡Red en una Situación Desesperada!» «Reddo zettaizetsumei» (レッド絶体絶命)                        | 18 de diciembre de 2014 |
| 12 | «¡Vivan las Twintails!» «Tsuintēru yo towa ni» (ツインテールよ永遠に)                               | 25 de diciembre de 2014 |